# Jail Break
Jail Break, in Giappone conosciuto come Manhattan 24th Bunsho (マンハッタン24分署?), è uno sparatutto a scorrimento orizzontale per arcade, edito da Konami nel 1986. Venne convertito per le piattaforme Amstrad CPC, Commodore 64 e ZX Spectrum.

## Trama
Jail Break è incentrato su un'evasione in massa da un penitenziario di Manhattan: i detenuti, armati chi di molotov e chi di mitra, hanno ucciso tutti gli operatori carcerari, risparmiando solo il direttore della struttura, tenuto però in ostaggio. Un intrepido poliziotto cercherà di eliminare gli evasi che stanno seminando il panico per tutto il quartiere newyorkese, e infine quelli rimasti a presidiare il carcere.

## Modalità di gioco
Il giocatore controlla il poliziotto con un joystick a otto direzioni. Tre sono le armi da fuoco che egli può utilizzare: quella di partenza è una semplice pistola. Le altre due armi, il bazooka e il lacrimogeno, possono essere ottenute se il poliziotto avvicina gli onesti cittadini da lui incontrati sul suo percorso: operai, ragazze bionde e bambini (questi ultimi sono gli unici che rimangono immobili). Col tasto A il poliziotto spara, mentre il tasto B serve a selezionare l'arma. Se il protagonista uccide per sbaglio un innocente, perderà le armi supplementari che aveva eventualmente ottenuto.
Il titolo si snoda per cinque livelli: il primo vede il poliziotto agire a Broadway, il secondo nel Battery Park, il terzo in un cantiere navale, il quarto sul Manhattan Bridge e il quinto nel carcere, col protagonista che alla fine dovrà vedersela coi quattro evasi che tengono materialmente in ostaggio il direttore. In base alla sorte di quest'ultimo sono previsti due diversi finali, ovviamente antitetici; il finale buono permette di giocare una nuova partita.
I nemici sono perlopiù detenuti in fuga appiedati che attaccano a viso aperto con le armi già utilizzate per realizzare l'evasione, cioè i mitra e le molotov: nei livelli 1 e 3 ci sono anche evasi in veste di cecchini, che sparano dalle finestre degli edifici e dalle cabine di una nave attraccata. Inoltre nei primi quattro livelli il poliziotto dovrà vedersela con gruppi di evasi a bordo di camion della nettezza urbana lanciati a tutta velocità contro di lui: come se non bastasse, su alcuni mezzi si trovano i nemici armati di mitra. I camion possono essere distrutti solo col bazooka, mentre il lacrimogeno è l'unica arma che permette di eliminare i cecchini. I quattro evasi che l'eroe affronta alla fine del gioco attaccano tutti col mitra.
Le vite a disposizione sono tre, senza punti ferita: il poliziotto dunque muore al primo colpo subìto. Vite extra possono essere ottenute al raggiungimento di determinati punteggi. Ogni livello presenta una serie di checkpoint.
Se il giocatore indugia troppo durante il percorso, il poliziotto rischierà di essere investito da teppisti in motocicletta, che non possono essere uccisi in nessun modo.